# British Baltic Fishery Protection Service

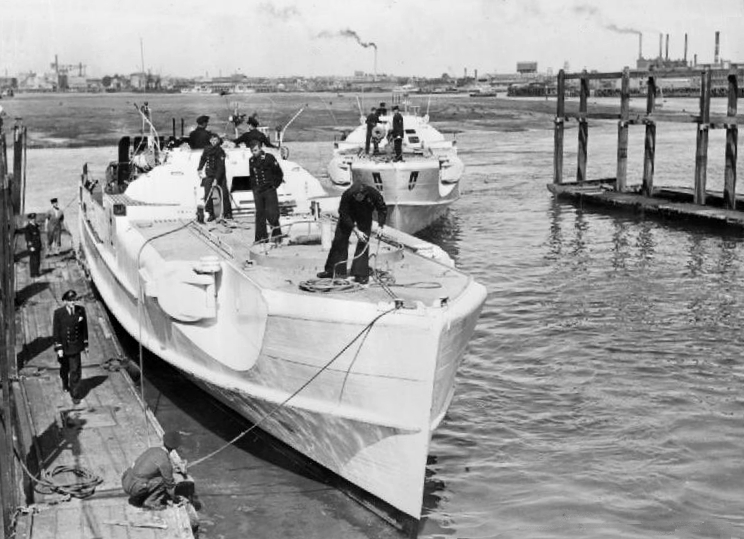
Die verwendeten Kriegsmarine-Schnellboote (1945)

Der British Baltic Fishery Protection Service (BBFPS; deutsch: Britischer Ostsee-Fischereischutzdienst) war eine Tarnorganisation des britischen Geheimdienstes MI6, die offiziell der Royal Navy zugehörte. Sie wurde 1949 gegründet – offiziell, um die Seegrenzen der britischen Besatzungszone in der Ostsee zu überwachen, tatsächlich aber um Geheimoperationen im Ostseeraum durchzuführen.

## Personal und Ausrüstung
Kern des BBFPS war die Schnellbootgruppe Klose, eine Marineeinheit mit deutschen Besatzungen und Schnellbooten aus dem Zweiten Weltkrieg. Die Bezeichnung leitete sich von ihrem Kommandeur Hans-Helmut Klose ab. An der Spitze des BBFPS stand ein britischer Offizier, der Sitz der Organisation wechselte mehrfach zwischen Hamburg und Kiel.
Die Gruppe bestand ursprünglich nur aus zwei bei der Lürssenwerft in Vegesack gebauten, 1945 an Großbritannien ausgelieferten deutschen Schnellbooten des Typs 38 der Kriegsmarine, S-208 und S-130, die von der Royal Navy zu Erprobungs- und Versuchszwecken als Experimental Craft FPB 5208 und FPB 5130 in Dienst gestellt worden waren.  Die beiden Boote wurden in England und in Deutschland für ihre neue Aufgabe umgerüstet. Da sie keine Kampfoperationen durchführen sollten, wurde die Bewaffnung entfernt.  Stattdessen kamen Geräte zur elektronischen Aufklärung, Beiboote zum Anlanden von Agenten und auf FPB 5208 eine Ballonstartanlage mit Beobachtungsgeräten an Bord. 1954 erhielt die Schnellbootgruppe zwei weitere Boote der späteren Silbermöwe-Klasse, die ursprünglich für den Grenzschutz See gebaut worden waren, dann aber von der Alliierten Kontrollkommission auf Grund ihrer hohen Geschwindigkeit (ca. 43 kn) beanstandet und von den Briten konfisziert wurden.

## Aufgaben
Unter dem Decknamen Operation Jungle führte die Schnellbootgruppe zunächst vor allem Schleusungen durch und setzte baltische Emigranten als britische Agenten an der baltischen und polnischen Küste ab. Diese Agenten operierten in baltischen Partisanengruppen, den sogenannten Waldbrüdern, gegen die sowjetische Herrschaft. Einige der Agenten wurden mit Ballons eingeschleust. Die Boote warteten dazu mit den Agenten vor Bornholm auf den Einsatzbefehl, um dann im Schutz der Nacht die Küste der baltischen Sowjetrepubliken anzulaufen, um die Agenten abzusetzen beziehungsweise zum Teil auch wieder aufzunehmen.
Zunächst schien dieser Weg sehr erfolgreich, so dass ab 1953 auch US-amerikanische Agenten diesen britischen „Transportweg“ nutzten. Rückblickend ist der Erfolg der Operationen jedoch umstritten. Sie wurden 1955 abgebrochen, weil Agenten verraten und nach der Anlandung festgenommen worden waren. Ab 1951 wurden die Boote immer häufiger für Aufklärungsaufgaben in der Ostsee eingesetzt, wobei die elektronische Aufklärung eine bedeutende Rolle spielte. Sie erbrachte wertvolle Erkenntnisse über die im Wiederaufbau befindliche sowjetische Ostseeflotte, über die im Westen sonst sehr wenig bekannt war.

## Auflösung und Verbleib
Nach Gründung der Bundeswehr wurden 1955 zunächst die beiden noch aus dem Krieg stammenden Boote der Bundesmarine übergeben, wo sie umgerüstet und als Schulboote genutzt wurden. 1956 wurde die Schnellbootgruppe Klose aufgelöst und auch die drei Neubauten als Silbermöwe-Klasse (Klasse 149) bei der Bundesmarine in Dienst gestellt. Da auch der größte Teil der Besatzungen übernommen wurde, bildete die Schnellbootgruppe dort den Grundstock des 1. Schnellbootgeschwaders (auch Schnellbootlehrgeschwader) und der Fernmeldeaufklärungsorganisation der Marine.

## Literarische Verarbeitung
- Der heimliche Gefährte von John le Carré schildert in einer Episode die Operation Jungle aus der Sicht des Agentenführers.

## Film und Fernsehen
- Rottenknechte